# أرتورو سيلفيستري
أرتورو سيلفيستري (Arturo Silvestri)، (مواليد 1921 في مدينة روفيغو، وتوفي سنة 2002 في روما)، لاعب كرة قدم إيطالي ومدرب كرة قدم إيطالي. بدأ مسيرته الاحترافية في نادي بيسا ومن ثم انتقل إلى مودينا في سنة 1947. لكنه فعل الصواب وانتقل لنادي إيه سي ميلان في الموسم 1950-1951 ولمدة خمس سنوات فاز خلالها بلقبي الدوري الإيطالي، ثم انتقل إلى المرحلة الأخيرة من حياته إلى كييفو فيرونا ولعب معهم حتى الاعتزال عام 1956. درب إيه سي ميلان لموسم واحد 1966-1967 فاو فيها بكأس إيطاليا. توفي في 2002.

## وصلات خارجية
- أرتورو سيلفيستري على موقع قاعدة بيانات كرة القدم.إي يو (الإنجليزية)
- أرتورو سيلفيستري على موقع ناشيونال فوتبول تيمز (الإنجليزية)
- أرتورو سيلفيستري على موقع عالم كرة القدم.نت (الإنجليزية)